# 吕贝龙

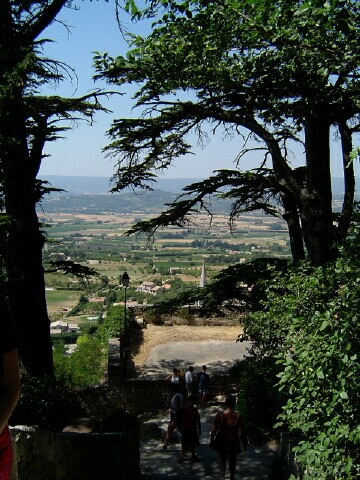
吕贝龙山谷的風景

吕贝龙（法語：Luberon，法語發音：[lyb(ə)ʁɔ̃] 或 [lybeʁɔ̃]）是法國東南部的一個山區。

## 外部連結
- Aerial photos Luberon
- Guide to Luberon（页面存档备份，存于）
- Hilltop villages（页面存档备份，存于）
- Ochres of the Luberon（页面存档备份，存于）

43°47′46″N 5°13′26″E / 43.79611°N 5.22389°E